# 博克霍斯特
博克霍斯特（德語：Bockhorst，發音：[ˈbɔkˌhɔʁst] ⓘ）是德国下萨克森州埃姆斯兰县的市镇，总面积18.19平方千米，2023年12月31日总人口为1,007人。